# Johan Magnus Härstedt
Johan Magnus Härstedt, född 18 november 1771 i Uppsala, död 10 februari 1841 i Stockholm, var en svensk kamrer vid Kommerskollegium och konstnär.
Han föddes och levde i Sysslomansgatan 19. Han var son till konstnären Johan Gustaf Härstedt och Brita Christina Malmstedt. Han var från 1800-talets början verksam som utövande konstnär och landskapsmålare. Han medverkade i utställningar på Konstakademien 1802-1808 och blev agré där 1830. Han porträtterade många kända Stockholmspersoner bland annat krigskommissarie Å. F. Kock med familj, juvelerare G. Friberg och notarie L.L. Wester. Hans stora genremålning Ett kaffehus inköptes av Stockholms konstförening 1837. Han utförde ett flertal miniatyrmålningar med motiv hämtade från sin moster Anna Maria Lenngrens dikter. Hans konst består av porträtt, gärna i miniatyr, djurbilder, genremålningar och landskap.
Härstedt är representerad vid Nationalmuseums miniatyrsamling med tre porträtt och med tre akvareller vid Uppsala universitetsbibliotek.